# Sivakasi
Sivakasi är en stad i den indiska delstaten Tamil Nadu, och tillhör distriktet Virudhunagar. Folkmängden uppgick till 71 040 invånare vid folkräkningen 2011, med förorter 234 704 invånare.